# Moonsweeper
Moonsweeper è un videogioco sparatutto ambientato nello spazio e sulla superficie dei satelliti, pubblicato a partire dal 1983 per Atari 2600, ColecoVision, Commodore 64, MSX, ZX Spectrum e TI-99/4A dalla Imagic. Era in previsione, ma non venne pubblicata, anche una versione per Intellivision.

## Modalità di gioco
Il giocatore pilota l'astronave U.S.S. Moonsweeper (traducibile "spazzaluna") con l'obiettivo di recuperare i minatori dispersi sui satelliti di pianeti remoti.
Inizialmente si può selezionare una tra quattro galassie di difficoltà crescente. Il gioco è quindi composto da due fasi che si alternano, il viaggio nello spazio fino a raggiungere un satellite e la missione sulla superficie del satellite. In entrambi i casi la Moonsweeper si può spostare orizzontalmente lungo la base dello schermo mentre viaggia a scorrimento continuo verso l'alto; può sparare razzi in avanti oppure, se spara mentre sterza, in diagonale; può accelerare o decelerare la velocità di avanzamento. Al contatto con un qualsiasi pericolo, oppure se si esaurisce il carburante, si perde una vita.
Nella fase spaziale la Moonsweeper viaggia sopra uno sfondo fisso che rappresenta un pianeta con anello e deve evitare oppure distruggere navicelle aliene e ostacoli naturali, come meteoriti e comete, che le vengono incontro (nelle versioni Atari 2600 e ZX Spectrum, graficamente più semplici delle altre, come sfondo appare solo un piccolo sole scintillante in alto, che può emettere fiammate letali).
Nello spazio è possibile anche attivare uno scudo protettivo per diventare invincibili, che però consuma velocemente il carburante mentre è attivo (su Atari 2600 non è presente il carburante, e usando lo scudo si riduce invece il punteggio).
Periodicamente passano i satelliti, che qui appaiono piccoli come gli altri oggetti, e se la Moonsweeper li intercetta si passa alla fase di pilotaggio sul satellite stesso. Ci sono quattro tipi di satelliti, di quattro colori diversi, con difficoltà e rendimento in punteggio crescenti.
Nella fase sul satellite, la Moonsweeper viaggia rasoterra sopra una superficie liscia con prospettiva tridimensionale. Gli oggetti compaiono all'orizzonte e appaiono più grandi man mano che ci si avvicina. I minatori, che sbracciano chiedendo aiuto, si raccolgono passandoci sopra; se un minatore viene superato o accidentalmente colpito è ormai perso, ma sono illimitati. Un radar orizzontale indica in quale punto dello schermo si incontrerà il prossimo minatore.
I nemici qui sono navicelle che viaggiano rasoterra e sparano da più angolazioni, sganciate da astronavi madri che volano in alto, e torri di superficie. Oltre a sparare normalmente in avanti, la Moonsweeper può sparare a lungo raggio verso l'alto per colpire le astronavi madre.
Raccolto il numero richiesto di minatori (5-6 secondo le versioni), si iniziano a incontrare degli anelli acceleratori; la Moonsweeper deve attraversarne alcuni per acquisire velocità molto elevate, fino a staccarsi dalla superficie del satellite e ritornare alla fase spaziale.